# Franz Dieter Fischer
Franz Dieter Fischer (* 12. Juni 1941 in Amstetten) ist ein österreichischer Ingenieurwissenschaftler und Hochschullehrer.

## Leben und Wirken
Franz Dieter Fischer wurde am 12. Juni 1941 in Amstetten geboren und studierte nach dem erfolgreichen Schulabschluss Bauingenieurwesen an der Technischen Hochschule Wien. Dieses schloss er 1964 als Diplomingenieur ab und promovierte bereits im nachfolgenden Jahr an der TH Wien zum Doktor der technischen Wissenschaften (Dr. techn.). Seine Berufslaufbahn begann er in weiterer Folge 1965 bei der VÖEST in Linz, die 1973 mit der Oesterreichisch-Alpine Montangesellschaft zur VOEST-Alpine AG fusionierte, an der er bis 1983 tätig und zuletzt Direktor der Abteilung für Automation und Berechnung war. Seine dortige Zeit war geprägt von seinen erfolgreichen Versuchen, hochstehende Festkörper- und Fluidmechanik sowie entsprechende Berechnungsmethoden in industriellen Anwendungen umzusetzen. Das wissenschaftliche Niveau seiner Arbeit in der Industrie war so hoch, dass er sich 1976 habilitierte und die Lehrberechtigung in Angewandter Mathematik an der nunmehrigen TU Wien erhielt, wo er Vorlesungen zu Themen wie der Finite-Elemente-Methode hielt. In ebendieser Zeit begann eine Zusammenarbeit mit Franz G. Rammerstorfer, der 1976 promoviert und 1977 seine Tätigkeit bei der VOEST-Alpine aufgenommen hatte. Die langfristige wissenschaftliche und berufliche Kooperation war für beide Beteiligten äußerst fruchtbar, was sich unter anderem in Forschungsprojekten im Bereich erdbebengeschützter Flüssigkeitsspeichertanks zeigte.
Im Jahr 1981 erhielt Fischer seine zweite Lehrberechtigung, diesmal im Fach Technische Mechanik. Diese beiden Lehrbefugnisse verdeutlichten seine Fähigkeit, komplexe industrielle Problemstellungen, die ihm und seiner Abteilung angetragen wurden, auf einer fundierten mechanischen und mathematischen Basis zu analysieren und zu lösen. Mit seiner Ernennung zum ordentlichen Professor für Mechanik an der Montanuniversität Leoben im Jahr 1983 rückte ein dritter Aspekt seiner wissenschaftlichen Interessen verstärkt in den Mittelpunkt: die Materialwissenschaft. Eines von Fischers herausragenden Verdiensten ist die enge Verknüpfung von Materialwissenschaft und Mechanik – einschließlich der Grundlagen der Thermodynamik – zu einer kohärenten, theoretisch fundierten Disziplin mit klar definierten Prinzipien und methodischen Ansätzen. Zu den vielschichtigen Forschungsfeldern des gebürtigen Niederösterreichers zählen unter anderem die mathematische Beschreibung von Phasenumwandlungen im Festkörper (einschließlich TRIP-Effekten), das Wachstum von Ausscheidungen (also der Prozess, bei dem sich kleine Partikel innerhalb einer festen Matrix bilden und wachsen), die Mikromechanik heterogener Materialien (z. B. intermetallische Titanaluminide), die Multikomponentendiffusion in Mehrphasensystemen, thermodynamisch fundierte Konzepte zur Formulierung konstitutiver Gesetze, die Simulation von Risswachstum sowie zahlreiche weitere Forschungsgebiete.
In den Jahren 1991 bis 1997 leitete Fischer – zusammen mit dem bereits erwähnten Rammerstorfer von der TU Wien – ein Christian-Doppler-Laboratorium für „Mikromechanik der Werkstoffe“. Aufgrund des Erfolgs dieses Labors wurde er zum Senior Fellow der Christian Doppler Forschungsgesellschaft ernannt. Von 2002 bis 2005 war er als Gastprofessor am Erich-Schmid-Institut für Materialwissenschaften der Österreichischen Akademie der Wissenschaften tätig. In dieser Zeit war er von Lehrverpflichtungen befreit und konnte gemeinsam mit zahlreichen international hoch angesehenen Forschungsgruppen aus vielen Ländern forschen. Für sein herausragenden Leistungen wurde Fischer mehrfach geehrt; beispielsweise mit dem Erwin Schrödinger-Preis im Jahr 2005, den er zusammen mit dem Tumorothopäden Rainer Kotz erhielt, oder mit dem mit 60.000 Euro dotierten Humboldt-Forschungspreis im Jahr 2007. 2006 war er als Vertreter der Österreichischen Akademie der Wissenschaften in folgende Gremien des International Centre for Mechanical Sciences (CISM) gewählt worden: Scientific Council, Board of Directors, Academic Assembly. Zusammen mit Werner Daves, seinem Kollegen vom Institut für Mechanik an der Montanuniversität Leoben, erhielt Fischer im Jahr 2008 für ihr Projekt „Das Rad – Schiene – Weiche – System: Von der Grundlagenforschung zur Hochgeschwindigkeit“ den ersten Platz und damit den Forschungspreis der Industriellenvereinigung Steiermark verliehen. Am 22. Juni 2010 folgte das vom damaligen steirischen Landeshauptmann Franz Voves verliehene Großes Silbernes Ehrenzeichen für Verdienste um die Republik Österreich. Ein Jahr später, am 16. November 2011, wurde ihm für besondere Verdienste um das Land Steiermark zudem das Große Ehrenzeichen des Landes Steiermark zuteil.
Im Jahr 2009 erfolgte Fischer Emeritierung, nachdem am 30. September selben Jahres auch Fischers Mitgliedschaft im Senat der Montanuniversität Leoben geendet hatte. Zum Zeitpunkt einer Ehrung anlässlich seines 70. Geburtstages im Jahr 2011 war er als Autor an mehr als 580 wissenschaftliche Arbeiten beteiligt und hatte über 50 Dissertationen und Diplomarbeiten, davon allein 30 Dissertationen, betreut. Obwohl er eine gewisse Zurückhaltung gegenüber administrativen Aufgaben hatte, diente er seiner Universität als Vizestudiendekan und investierte einen Teil seiner Energie in die wissenschaftliche Förderung, wie beispielsweise in der Gesellschaft für Angewandte Mathematik und Mechanik (GAMM). Neben seinen bereits erwähnten Ämtern in der CISM engagierte er sich in mehreren wissenschaftlichen Institutionen, wie dem GKSS-Forschungszentrum Geesthacht, dem Max-Planck-Institut für Nachhaltige Materialien in Düsseldorf und dem Integrated Computational Materials, Process and Product Engineering (MPPE) in Leoben, als Vorstands- oder Komiteemitglied. Darüber hinaus war er Mitglied des Editorial Boards mehrerer Fachzeitschriften und agierte als Gutachter für zahlreiche Zeitschriften sowie für mehrere Forschungsförderinstitutionen.
Fischer ist verwitwet, Vater einer Tochter und zweifacher Großvater (Stand: 2005). Er lebt in der St. Florianer Katastralgemeinde Taunleiten.

## Auszeichnungen und Ehrungen (Auswahl)
- Senior Fellow der Christian Doppler Forschungsgesellschaft
- 2005: Erwin Schrödinger-Preis
- 2007: Humboldt-Forschungspreis
- 2008: Forschungspreis der Industriellenvereinigung Steiermark
- 2010: Großes Silbernes Ehrenzeichen für Verdienste um die Republik Österreich
- 2011: Großes Ehrenzeichen des Landes Steiermark